# Arístees d'Estratonice
Arístees d'Estratonice (en llatí Aristeas, en grec antic Αριστέας) fou un esportista grec que va obtenir la victòria en els Jocs Olímpics a la lluita i al pancràtion, tot en el mateix dia, a l'olimpíada 198, any 13 dC. En parla Pausànies.